# Wihr-au-Val
Wihr-au-Val – miejscowość i gmina we Francji, w regionie Grand Est, w departamencie Górny Ren.
Według danych na rok 1990 gminę zamieszkiwało 1089 osób, a gęstość zaludnienia wynosiła 87 osób/km² (wśród 903 gmin Alzacji Wihr-au-Val plasuje się na 250. miejscu pod względem liczby ludności, natomiast pod względem powierzchni na miejscu 178.).